# Murdannia
Murdannia är ett släkte av himmelsblomsväxter. Murdannia ingår i familjen himmelsblomsväxter.

## Bildgalleri

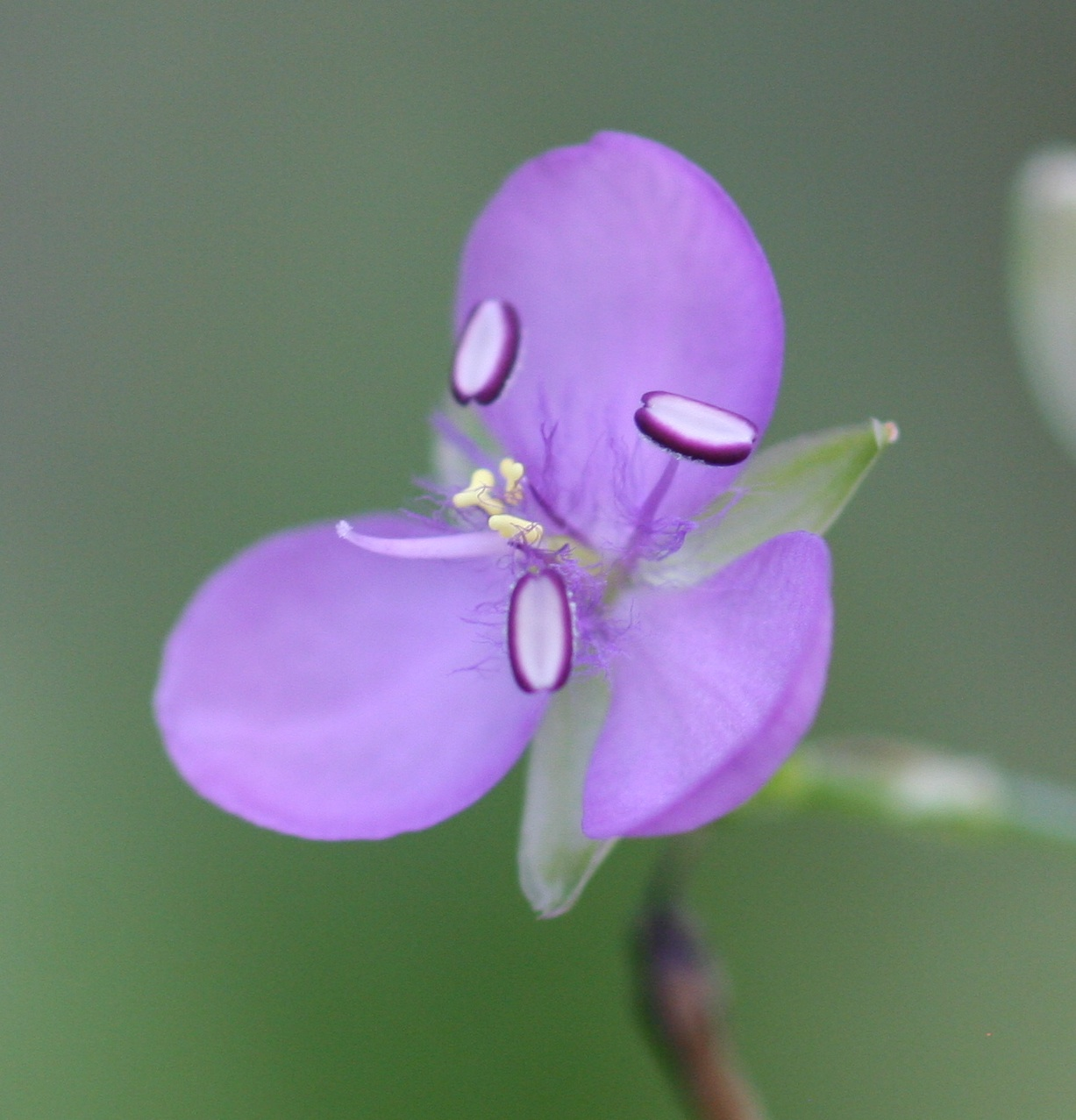
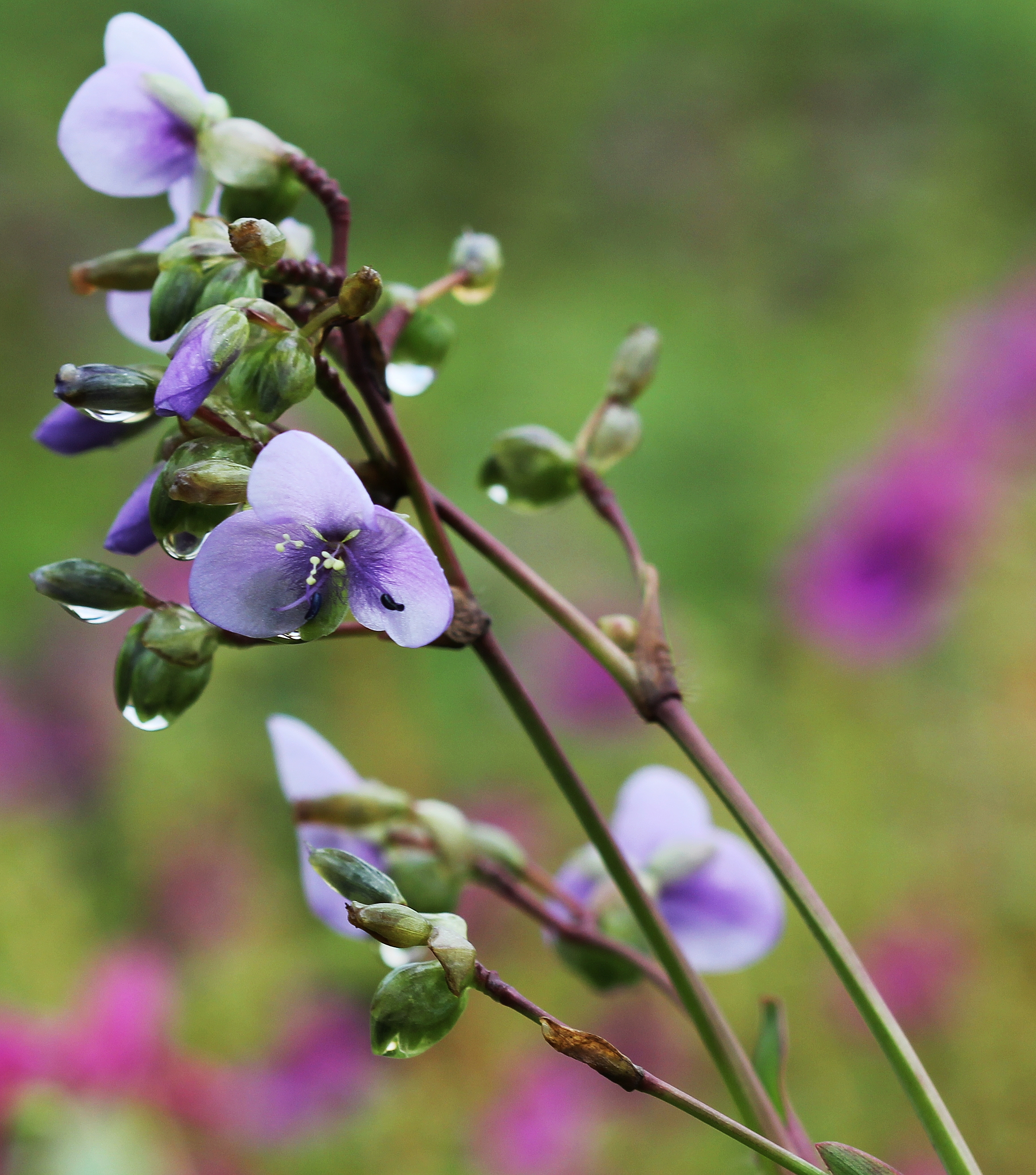
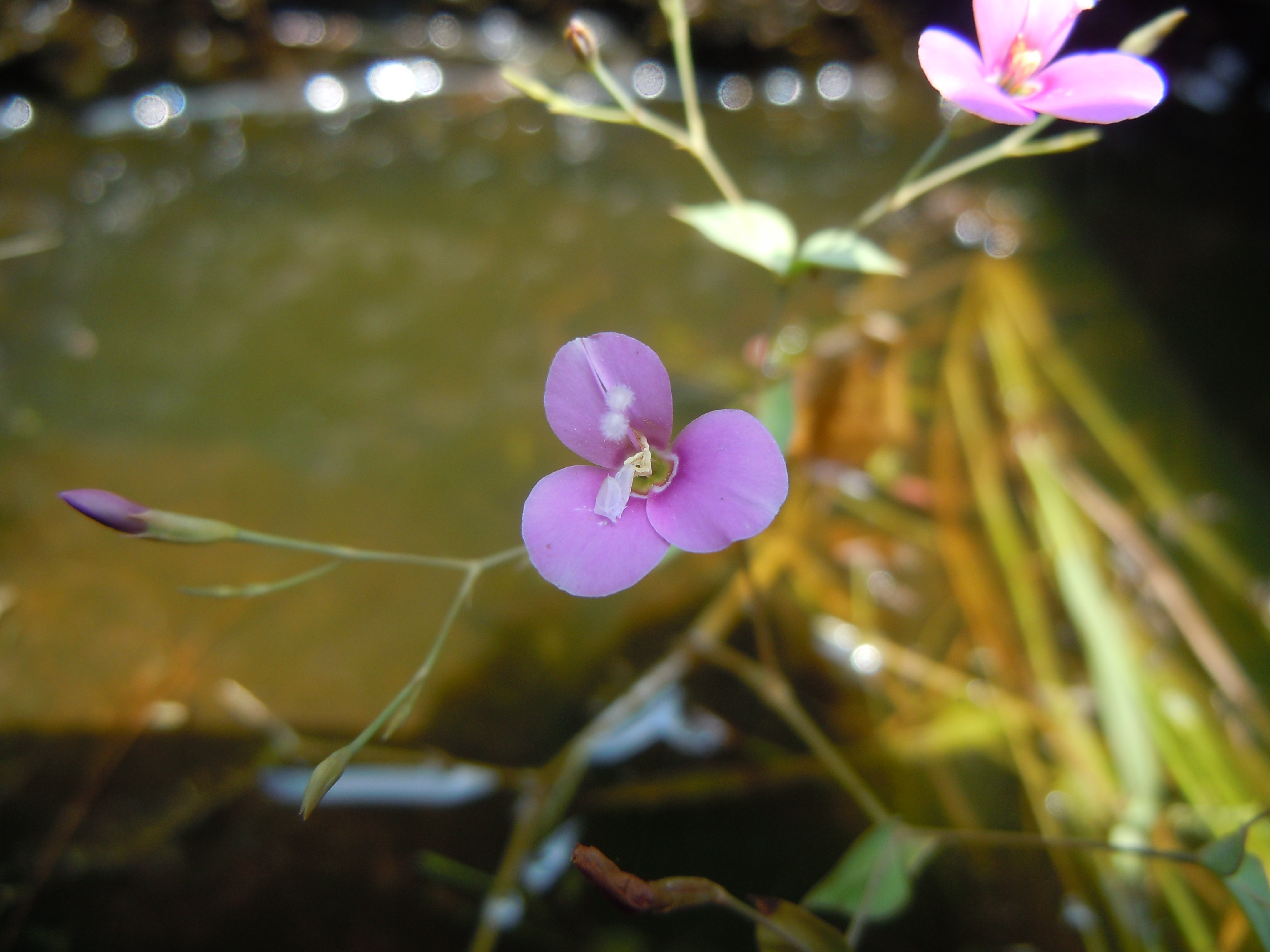
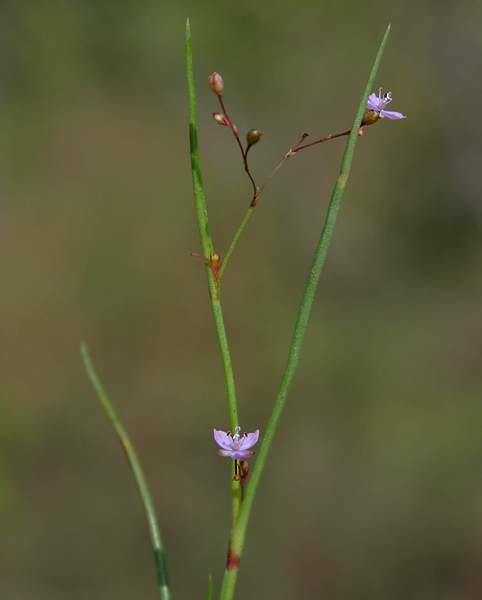
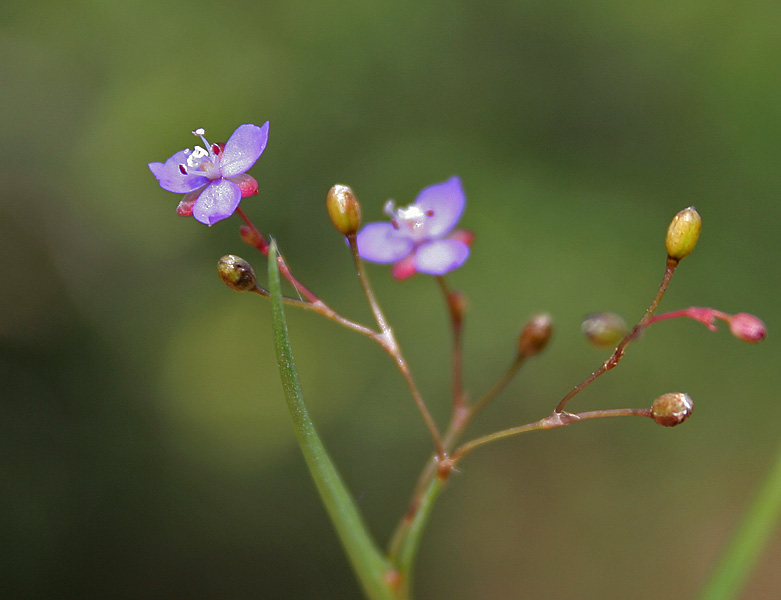
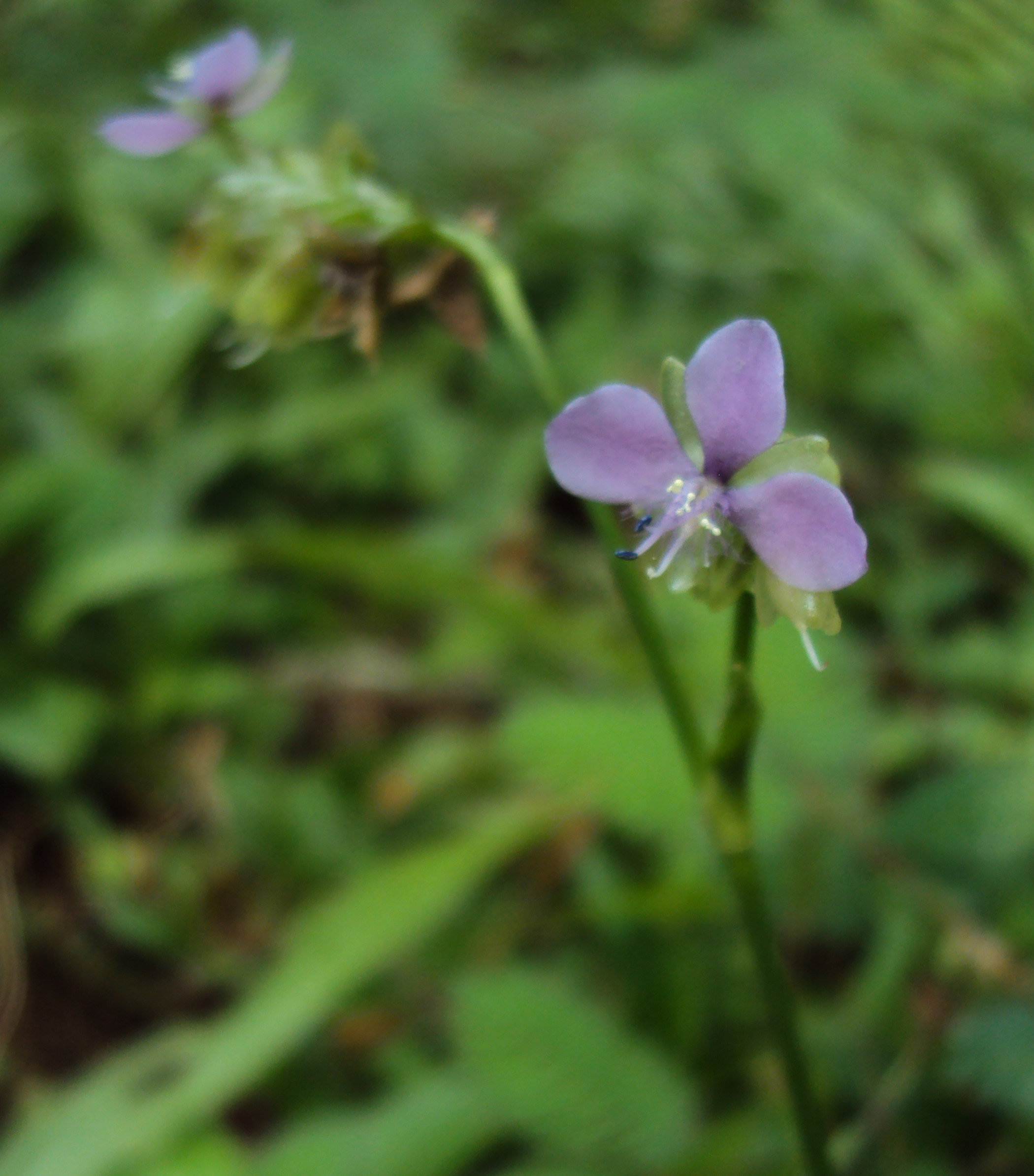

## Dottertaxa tillMurdannia, i alfabetisk ordning[1]
- Murdannia acutifolia
- Murdannia allardii
- Murdannia audreyae
- Murdannia blumei
- Murdannia bracteata
- Murdannia citrina
- Murdannia clandestina
- Murdannia clarkeana
- Murdannia crocea
- Murdannia cryptantha
- Murdannia dimorpha
- Murdannia dimorphoides
- Murdannia divergens
- Murdannia edulis
- Murdannia esculenta
- Murdannia fadeniana
- Murdannia fasciata
- Murdannia gardneri
- Murdannia gigantea
- Murdannia glauca
- Murdannia graminea
- Murdannia hookeri
- Murdannia japonica
- Murdannia kainantensis
- Murdannia keisak
- Murdannia lanceolata
- Murdannia lanuginosa
- Murdannia loriformis
- Murdannia macrocarpa
- Murdannia medica
- Murdannia nudiflora
- Murdannia paraguayensis
- Murdannia pauciflora
- Murdannia schomburgkiana
- Murdannia semifoliata
- Murdannia semiteres
- Murdannia simplex
- Murdannia spectabilis
- Murdannia spirata
- Murdannia stenothyrsa
- Murdannia stictosperma
- Murdannia striatipetala
- Murdannia stricta
- Murdannia tenuissima
- Murdannia triquetra
- Murdannia undulata
- Murdannia vaginata
- Murdannia versicolor
- Murdannia yunnanensis
- Murdannia zeylanica